# Геомагнітна активність
Геомагнітна активність (англ. Geomagnetic activity) — збурення магнітного поля Землі, які пов'язані зі змінами магнітосферно — іоносферної струмової системи. Геомагнітна активність є частиною сонячно-земної фізики та її практичної частини — космічної погоди. Основними проявами геомагнітної активності є сильні збурення — магнітні суббурі і магнітні бурі, а також слабкі збурення — різноманітні типи магнітних пульсацій.
Здебільшого геомагнітна активність описується такими параметрами:
- Тригодинний K-індекс
- Планетарний індекс Kp (у даний час)
- G-індекс
- А та Ар-індекси
- Dst-індекси
- Індекси Рс3.

В регіоні української станції Академік Вернадський спостерігається обернена кореляційна залежність між циклонічною та геомагнітною активностями.